# Arne Hovde
Arne Hovde (ur. 28 sierpnia 1914 w Vikersund, zm. 12 kwietnia 1936 w Drammen) – norweski skoczek narciarski, srebrny medalista mistrzostw świata w Sollefteå z 1934. Brat Kristiana Hovde.